# アリ・シェフェール
アリ・シェフェール（アリ・シェーフェル、Ary Scheffer, 1795年2月10日 - 1858年6月15日）は、オランダ、ドルトレヒト出身のフランスの画家。

## 生涯

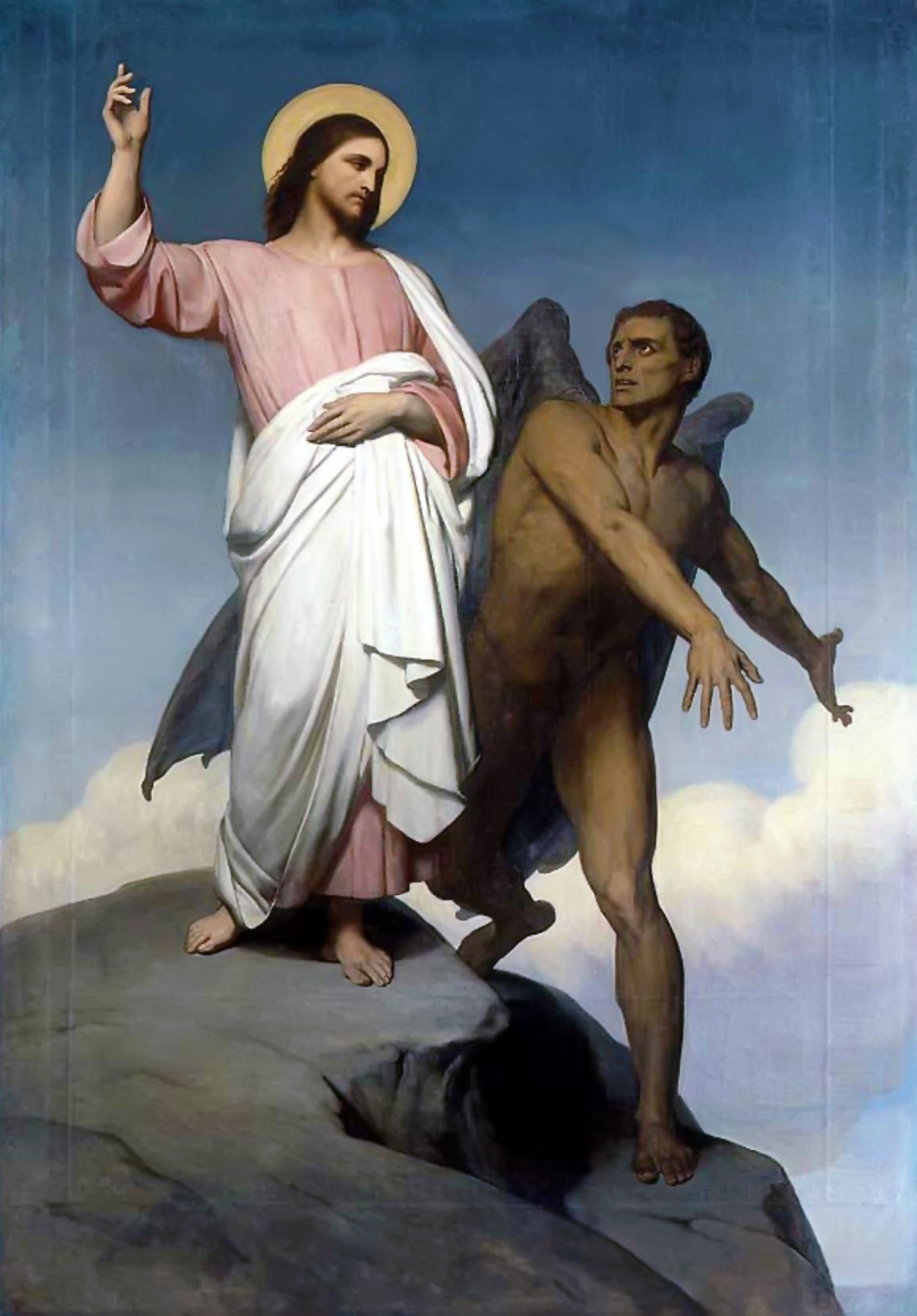
『キリストの誘惑』（1854年）

ドイツ出身でオランダで働いた肖像画家の息子に生まれた。弟に画家となったアンリ・シェフェールがいる。1809年に父親が亡くなって、1811年に画家でもあった母親とシェフェールはパリに移った。ピエール＝ナルシス・ゲラン（Pierre-Narcisse Guérin）の工房に入った。シェフェールがゲランの工房を出た頃、フランスではグザヴィエ・シガロン（Xavier Sigalon）、ウジェーヌ・ドラクロワ、テオドール・ジェリコーといった画家たちによるロマン主義が流行していた。しかし、シェフェールはロマン主義に関心がなく、「冷たい古典主義（classicisme froid）」と呼ばれる独自のスタイルを発展させた。

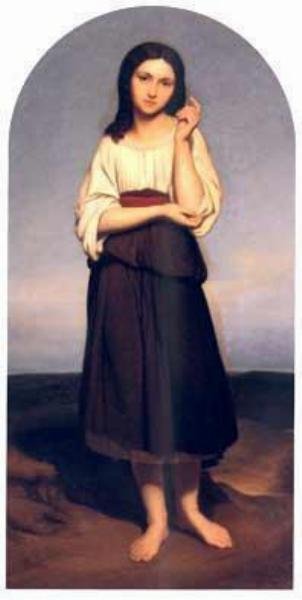
『ミニョン』（1836年）ドルトレヒト美術館所蔵

シェフェールは文学、とくにバイロンやゲーテの作品を題材にした絵をよく描いた。人気のあった『ファウスト』テーマの作品には、『糸車のマルガレーテ』、『疑惑に苛まれるファウスト』、『サバトのマルガレーテ』、『教会を去るマルガレーテ』、『庭園の散歩』、『井戸辺のマルガレーテ』などがある。1836年には、ゲーテ作品のヒロイン、ミニョンの絵を2枚と、ほぼ同時期にフランチェスカ・ダ・リミニを讃える絵を描いた。
それから宗教的なテーマに転じた。『慰める者キリスト』（1836年）に始まり、『報いる者キリスト』、『星に導かれし羊飼いたち』（1837年）、『王冠を置く東方の三博士』、『オリーヴの庭のキリスト』、『十字架を運ぶキリスト』、『埋葬されたキリスト』（1845年）、『聖アウグスティヌスとモニカ』（1846年）が続けて描かれた。
シェフェールは熟達した肖像画家でもあった。描いた人物には、フレデリック・ショパン、フランツ・リスト、ラファイエット、ピエール＝ジャン・ド・ベランジェ、アルフォンス・ド・ラマルティーヌ、マリー・アメリー・ド・ブルボン、チャールズ・ディケンズ、シャルル＝モーリス・ド・タレーラン＝ペリゴールらがいる。

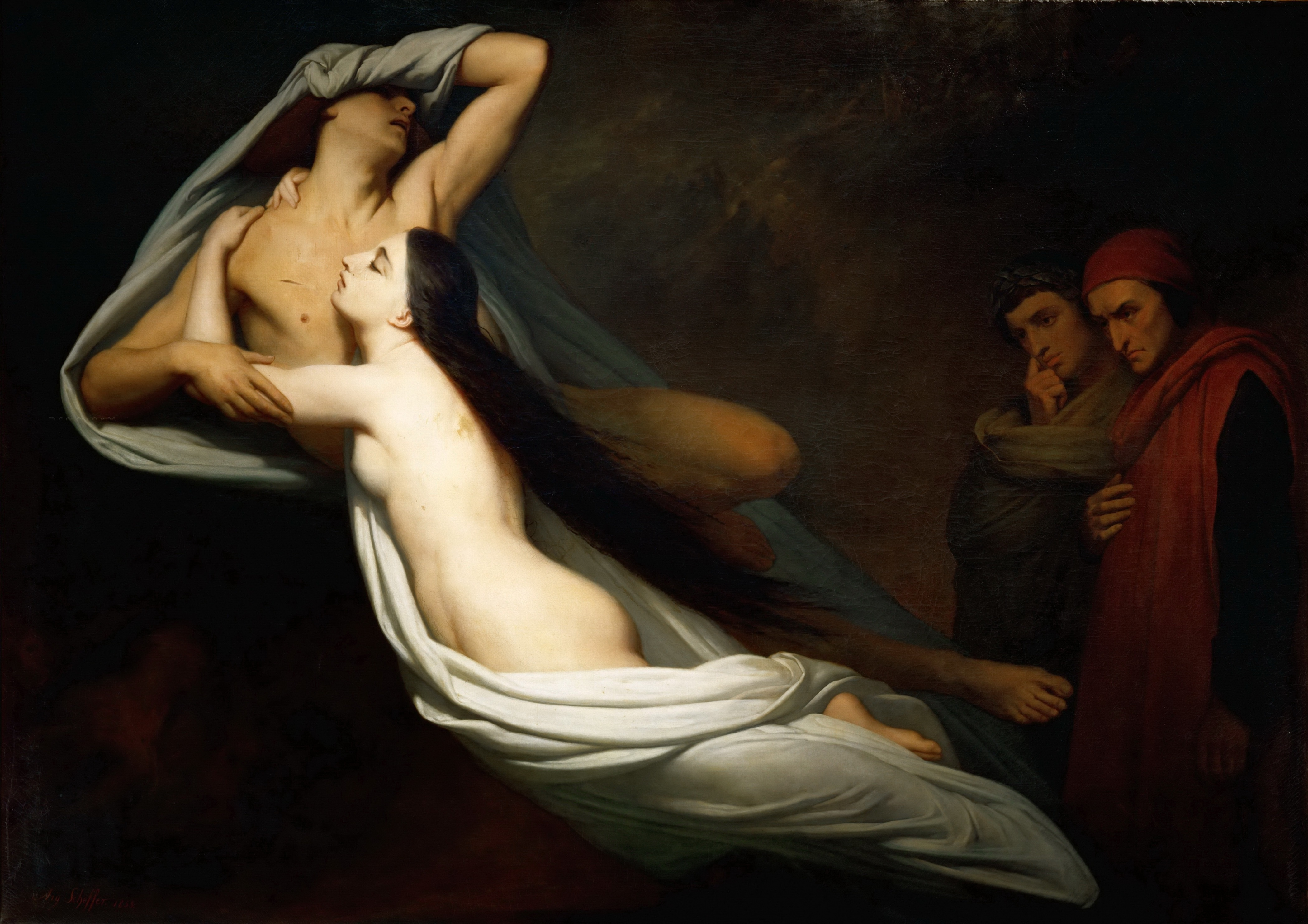
『パオロとフランチェスカ』（1855年） ルーヴル美術館所蔵

1846年以後、シェフェールは出展を止めた。王族との強い結びつきは、1848年のフランス第二共和政発足後にシェフェールの人気を失墜させた。シェフェールはアトリエに籠もり、多くの絵を描いたが、それが展示されたのは死後のことだった。シェフェールは1858年6月15日にアルジャントゥイユで没し、遺体はモンマルトル墓地に埋葬された。
死後に展示された作品の中には、『大地の不安』と、未完成のまま残された『復活を告げる天使』がある。亡くなるまでの間にその名声は地に堕ちていた。その魅力と腕前は讃えられたが、色使いの貧しく、作品には生気がないと非難された。
シェフェールはボードラン将軍の未亡人と結婚した。1798年9月27日にデン・ハーグで生まれた弟のアンリも多作の画家だった。シェルフェールは1848年、つまりサロンから完全に引退した後に、レジオンドヌール勲章のコマンドールを叙勲した。
日本では《戦いの中、聖母の加護を願うギリシャの乙女たち 》(1826)が国立西洋美術館に所蔵されている。